# Ciszyca (województwo świętokrzyskie)
Ciszyca – wieś sołecka w Polsce położona w województwie świętokrzyskim, w powiecie sandomierskim, w gminie Koprzywnica. 
Była wsią klasztoru cystersów koprzywnickich w województwie sandomierskim w ostatniej ćwierci XVI wieku. W latach 1975–1998 miejscowość administracyjnie należała do województwa tarnobrzeskiego.
| SIMC    | Nazwa    | Rodzaj             |
| ------- | -------- | ------------------ |
| 0796507 | Sperenda | część miejscowości |

## Historia
Wieś Ciszyca w źródłach historycznych nosi nazwę: Cissycza, Ciszyca, Czischicza, Czisicza, Cziszicza i Czyschycza. Najstarsza poświadczona źródłowo wzmianka o wsi Ciszyca pochodzi z roku 1277.

 
W 1185 część wsi wraz z sąsiednimi Świężycami otrzymał klasztor koprzywnicki (darowizna Mikołaja Bogorii), ale jakieś działy w Ciszycy w 1284 miała także Kolegiata w Sandomierzu.
W drugiej połowie XIV wieku część Ciszycy należała do szlacheckich właścicieli: w 1363 na klasztornej części wsi, prawo dożywotniego użytkowania miał szlachetny Marcin, była to rola, zwana Wielkałąka (Wielka Łąka), w 1365 opat klasztoru benedyktynów w Sieciechowie toczył spór przed monarszym sądem nadwornym z plebanem (Markiem) ze Stężycy o jakiś źreb w Ciszycy; w 1382 klasztor koprzywnicki w drodze zamiany za wieś Lubzinę nabył część wsi Ciszyca od szlachetnych braci Pakosza i Mikołaja Bogoriów.
W XVI wieku opat koprzywnicki ze swojej części Ciszycy płacił podatek z 6 łanów od 12 kmieci i 2 ubogich komorników. W 1787 r. wieś miała 106 mieszkańców, w tym 14 Żydów.
W 1827 w Ciszycy było 13 domów i 117 mieszkańców. W 1884 wieś miała 15 domów i 114 mieszkańców, 202 morgi ziemi dworskiej i 114 mórg włościańskich. W 1929 r. wieś ta liczyła 28 domów i 145 mieszkańców. Na obrzeżach wsi (w pobliżu Wisły) znajdował się folwark Speranda, który miał 2 domy i 36 mieszkańców.